# Helvetien

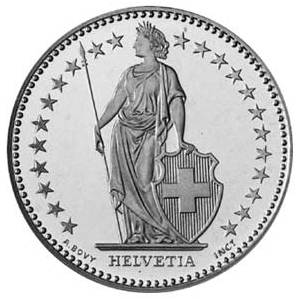
Frankermynt.

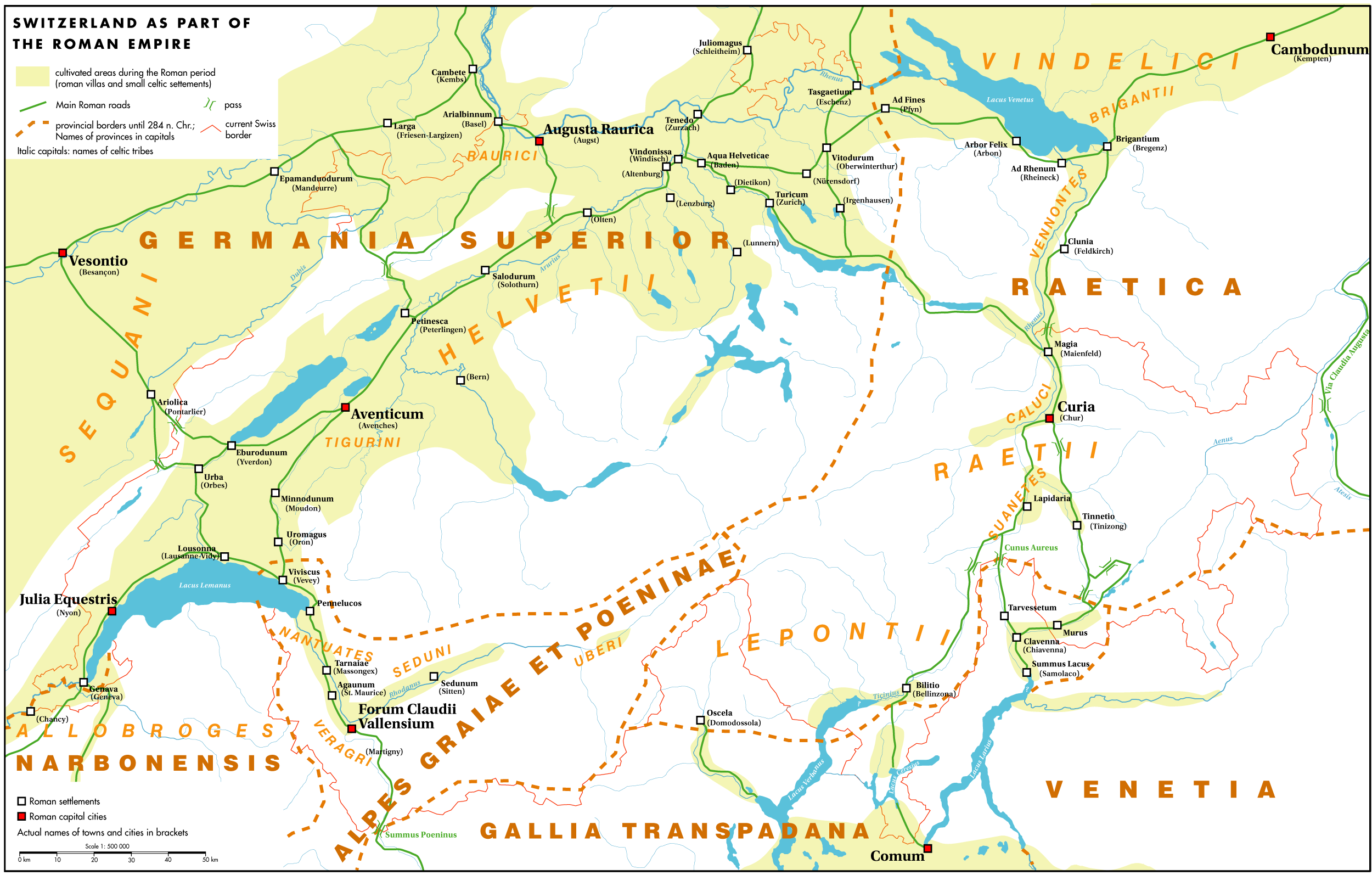
Politisk indelning och bosättningar i det nuvarande Schweiz 90–284 e.Kr.

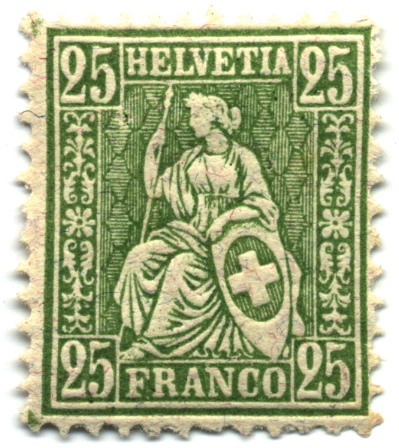
”Helvetia” på ett 25 centimes schweiziskt frimärke (1881).

Helvetien (latin: Helvetia) var i romerska riket det landområde där Schweiz nu ligger, bebott av vad romarna kallade helveter.
Helvetia är också namnet på en kvinnlig nationspersonifikation av Schweiz.
Schweiz använder sig fortfarande av det latinska namnet när det inte finns utrymme eller är olämpligt att använda något av de fyra officiella språken. Förkortningen av det fullständiga namnet,  Confœderatio Helvetica (Schweiziska edsförbundet), används på schweiziska fordon och som toppdomän: (.ch).